# Archie Dees
Archie William Dees (Ethel, Mississipi, 22 de febrer de 1936-Bloomington, Indiana, 4 d'abril de 2016) va ser un jugador de bàsquet nord-americà que va disputar quatre temporades en l'NBA. Amb 2,03 metres d'alçada, jugava en la posició d'aler pivot. Va ser una estrella universitària, guanyant en dues ocasions el premi al millor jugador de la Big Ten Conference.

## Trajectòria esportiva

### Universitat
Va jugar durant 3 temporades amb els Hoosiers de la Universitat d'Indiana. Va ser el primer jugador de la història de l'equip en obtenir una mitjana de doble-doble en els seus tres anys de jugador, amb 22,7 punts i 13,4 rebots per partit, Aquesta marca de punts és en l'actualitat la tercera millor de tots els temps dels Hoosiers, superat únicament per George McGinnis (29,9) i Don Schlundt (23,3). Va guanyar en dues ocasions el premi al millor jugador de la Big Ten Conference, el 1957 i 1958, sent el primer de la història de la conferència a fer-ho en dues temporades consecutives. Durant aquestes dues temporades, va ser inclòs en el segon i tercer equip All-American respectivament, després d'haver liderat la conferència en anotació en ambdues ocasions, amb 25,0 i 25,5 punts.

### Professional
Va ser triat en la segona posició del Draft de l'NBA de 1958 pels Cincinnati Royals, on va jugar la seva primera temporada com a professional amb molta competència en el seu lloc, sortint a pista poc més de 18 minuts per partit, amb una mitjana de 8,2 punts i 5,0 rebots per nit.
Abans de començar la temporada 1959-60 va ser traspassat als Detroit Pistons juntament amb una segona ronda del draft de 1959 a canvi de Phil Jordan. Allí no va variar massa la seva situació, sortint des de la banqueta i amb menys de 20 minuts de joc per partit. Va acabar l'any obtenir una mitjana de 9,7 punts i 5,4 rebots per partit. a l'any següent van començar els seus problemes físics, sofrint una lesió en el genoll que li faria perdre's gran part de la temporada, disputant tan sols 28 partits, en els quals va tenir una mitjana de 5,2 punts i 3,4 rebots.
En la temporada 1961-62 va fitxar per la recentment creada franquícia dels Chicago Packers en ser triat per aquest equip en el draft d'expansió. Però únicament va disputar 13 partits, abans de ser traspassat a St. Louis Hawks, on després de 8 partits va tornar a ressentir-se de la lesió de genoll, que finalment li va obligar a retirar-se prematurament. En les seves 4 temporades com a professional va tenir una mitjana de 8,1 punts i 4,8 rebots per partit.

#### Estadístiques

##### Temporada regular
| Temporada | Edat | Equip             | Lliga | P   | TIT | MIN  | TC  | TCA  | %TC  | 3P | 3PA | %3P | TL  | TLA | %TL  | R.of. | R.DEF. | REB | ASIS | ROB | TAP | PER | FP  | PTS  |
| 1958-59   | 22   | Cincinnati Royals | NBA   | 68  |     | 1252 | 200 | 562  | .356 |    |     |     | 159 | 204 | .779 |       |        | 339 | 56   |     |     |     | 114 | 559  |
| 1959-60   | 23   | Detroit Pistons   | NBA   | 73  |     | 1244 | 271 | 617  | .439 |    |     |     | 165 | 204 | .809 |       |        | 397 | 43   |     |     |     | 188 | 707  |
| 1960-61   | 24   | Detroit Pistons   | NBA   | 28  |     | 308  | 53  | 135  | .393 |    |     |     | 39  | 47  | .830 |       |        | 94  | 17   |     |     |     | 50  | 145  |
| 1961-62   | 25   | TOTAL             | NBA   | 21  |     | 288  | 51  | 115  | .443 |    |     |     | 35  | 46  | .761 |       |        | 77  | 16   |     |     |     | 33  | 137  |
| 1961-62   | 25   | Chicago Packers   | NBA   | 13  |     |      |     |      |      |    |     |     |     |     |      |       |        |     |      |     |     |     |     |      |
| 1961-62   | 25   | St. Louis Hawks   | NBA   | 8   |     |      |     |      |      |    |     |     |     |     |      |       |        |     |      |     |     |     |     |      |
| Total     |      |                   | NBA   | 190 |     | 3092 | 575 | 1429 | .402 |    |     |     | 398 | 501 | .794 |       |        | 907 | 132  |     |     |     | 385 | 1548 |

##### Desempats
| Temporada | Edat | Equip           | Lliga | P | MIN | TCA | TC | 3PA | 3P | TLA | TL | R.of. | REB | ASIS | ROB | TAP | PER | FP | PTS | %TC  | %3P | %FT   | MIN | PTS | REB | AST |
| 1959-60   | 23   | Detroit Pistons | NBA   | 2 | 18  | 4   | 12 |     |    | 3   | 3  |       | 4   | 2    |     |     |     | 2  | 11  | .333 |     | 1.000 | 9.0 | 5.5 | 2.0 | 1.0 |
| Total     |      |                 | NBA   | 2 | 18  | 4   | 12 |     |    | 3   | 3  |       | 4   | 2    |     |     |     | 2  | 11  | .333 |     | 1.000 | 9.0 | 5.5 | 2.0 | 1.0 |

## Vida posterior
Després de deixar la pràctica del bàsquet en actiu, es va dedicar durant 40 anys a vendre assegurances, jubilant-se el 1998. El 2006 va tornar de nou a treballar en un nou casino situat a Indiana.